# Урда (приток Ирмеса)
Урда — река в России, протекает в основном по Ивановской области в окрестностях города Гаврилов Посад, исток — во Владимирской области. Исток находится к северу от Шихобалово, вблизи границы областей. Течёт в основном на север, через деревни Непотягово, Козлово. Устье реки находится в 23 км по правому берегу реки Ирмес, в деревне Большое Давыдовское. Длина реки составляет 12 км.

## Данные водного реестра
По данным государственного водного реестра России относится к Окскому бассейновому округу, водохозяйственный участок реки — Нерль от истока и до устья, речной подбассейн реки — бассейны притоков Оки от Мокши до впадения в Волгу. Речной бассейн реки — Ока.
Код объекта в государственном водном реестре — 09010300812110000032678.